# Östra Frosta landskommun
Östra Frosta landskommun var en tidigare kommun i dåvarande Malmöhus län.

## Administrativ historik
Kommunen bildades som storkommun vid 1952 års kommunreform genom sammanläggning av de tidigare landskommunerna Hörby (ej köpingen), Fulltofta, Lyby, Svensköp, Södra Rörum och Äspinge.
Kommunalförvaltningen var centraliserad och sammanträdena hölls i Hörby kommunalhus. Skolundervisning skedde vid 16 skolor; Lyby, Söderto, Norrto, Södra Rörum, Svensköp, Fulltofta, Häggenäs, Osbyholm, Råby, Köinge, Herröd, Elmhult, Äspinge, Satserup, Kilhult och Benarp.
Den 1 januari 1958 överflyttades till Hörby köping ett område med 9 invånare från Hörby församling i kommunen. Detta följdes den 1 januari 1965 av att ett obebott område från Hörby församling i kommunen också överfördes till köpingen.
I kommunen fanns sex församlingar: Fulltofta, Hörby, Lyby, Svensköp, Södra Rörum och Äspinge. Av dessa var Hörby församling delad mellan Hörby köping och Östra Frosta landskommun.
Hörby kommuns utformning realiserades 1969-1973 med avstamp i blockkommunsreformen. År 1969 lades Östra Frosta kommun samman med Hörby köping som sedan 1971 blev Hörby kommun.

## Geografi
Östra Frosta landskommun omfattade den 1 januari 1952 en areal av 252,75 km², varav 240,18 km² land.
Östra Frosta kommun var, med sina 240 km², förutvarande Malmöhus läns till ytan största kommun. I norr gränsade kommunen till Sösdala och Tollarps landskommuner, i öster till Degeberga och Tollarps landskommuner, i söder till Långaröds, Bjärsjölagårds och Löberöds landskommuner samt i väster till Norra Frosta och Snogeröds landskommuner.
Hörby köping var den naturliga huvudorten i området varför inga större tätorter växte upp i Östra Frosta kommun. Förutom många byar fanns i kommunen de mindre tätorterna Ludvigsborg och Osbyholm. Järnvägen Kristianstad-Eslöv passerade genom kommunen med stationssamhällena Hörby, Osbyholm, Satserup och Äspinge. Större gods i kommunen var Fulltofta slott och Osbyholms slott. Malmöhus läns landsting ägde många gårdar och stora skogsmarker i kommunen. Under domänstyrelsen löd dessutom kronoparkerna i Timan och Ekeröd.

### Tätorter i kommunen 1960
| Tätort      | Folkmängd |
| ----------- | --------- |
| Ludvigsborg | 214       |
| Osbyholm    | 201       |

Tätortsgraden i kommunen var den 1 november 1960 8,4 procent.

## Befolkningsutveckling
| Befolkningsutvecklingen i Östra Frosta landskommun 1955–1965 | Befolkningsutvecklingen i Östra Frosta landskommun 1955–1965 | Befolkningsutvecklingen i Östra Frosta landskommun 1955–1965 | Befolkningsutvecklingen i Östra Frosta landskommun 1955–1965 | Befolkningsutvecklingen i Östra Frosta landskommun 1955–1965 |
| --- | ------------------------------------------------------------ | ------------------------------------------------------------ | ------------------------------------------------------------ | ------------------------------------------------------------ |
| |                                                              |                                                              |                                                              |                                                              |
| År |                                                              |                                                              | Invånare                                                     |                                                              |
| 1955 | 1955                                                         |                                                              | 5 471                                                        | 5 471                                                        |
| 1960 | 1960                                                         |                                                              | 5 094                                                        | 5 094                                                        |
| 1965 | 1965                                                         |                                                              | 4 483                                                        | 4 483                                                        |
| Källa: SCB - Folkmängd inom administrativa områden 1910-1961 och Folkmängd 31 dec 1950-1975 i län, kommuner och församlingar enligt kommunindelningen 1 jan 1976. |                                                              |                                                              |                                                              |                                                              |

## Politik

### Mandatfördelning i valen 1950-1966
| 9 | 12 | 17 | 2 |

| 38 |

| 7 | 3 | 12 | 14 | 4 |

| 38 |

| 7 |  | 15 | 12 | 5 |

| 39 |

| 7 | 15 | 10 | 3 |

| 34 |

| 7 | 14 | 8 | 2 | 4 |

| 33 |